# Heiligdom van de Goddelijke Barmhartigheid (Krakau-Łagiewniki)
Het Heiligdom van de Goddelijke Barmhartigheid (Pools: Sanktuarium Bożego Miłosierdzia) is een moderne bedevaartkerk in het Krakause stadsdeel Łagiewniki. De basiliek is gewijd aan de Goddelijke Barmhartigheid en werd tussen 1999 en 2002 gebouwd. Elk jaar pelgrimeren miljoenen bedevaartgangers uit de hele wereld naar de kerk. Sinds 6 maart 2003 draagt de kerk de status van basilica minor.

## Geschiedenis

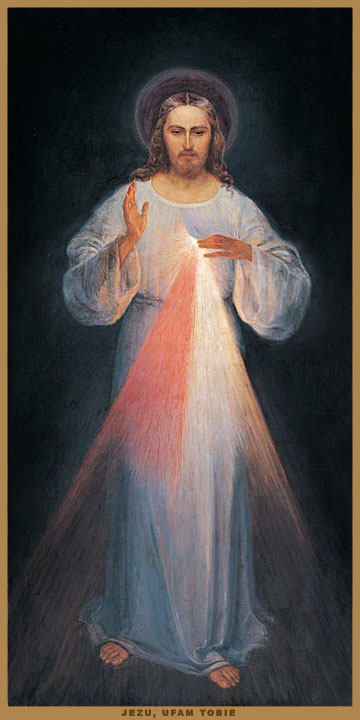
"Jezus ik vertrouw op U"

In 1891 werd het neogotische klooster van de Zusters van Onze-Lieve-Vrouw-van-Barmhartigheid (Latijns: Congregatio Sororum Beatae Mariae Misericordiae) en de kloosterkerk met het patrocinium van Sint-Jozef gebouwd. Hier leefde zuster Faustina van 1925-1930 en in de laatste weken voor haar overlijden op 5 oktober 1938. Zuster Faustina werd op het kerkhof van het klooster begraven. In 1966 werd haar stoffelijk overschot opgegraven en in de kerk bijgezet.
De mystieke ervaringen van zuster Faustina en het op haar aanwijzingen gemaakte schilderij "Jezus ik vertrouw op U" door Adolf Hyła in 1944 raakten al snel zeer populair. In de jaren 1960 werd op initiatief van de toenmalige aartsbisschop van Krakau en latere paus Johannes Paulus II het proces tot zaligverklaring geopend. Na de zaligverklaring in 1993 werden haar relieken in een schrijn op het linker zijaltaar van de Sint-Jozefkerk onder het originele schilderij van de Barmhartige Jezus geborgen. Tijdens haar heiligverklaring op 30 april 2000 was er reeds een begin gemaakt aan de bouw van de basiliek. Sinds de voltooiing wordt het heiligdom gerekend tot de meest bezochte bedevaartsoorden van Europa.
In aanwezigheid van 20.000 gelovigen heeft paus Johannes Paulus II de nieuwe kerk ingewijd.
Op 17 juni 1997 bezocht paus Johannes Paulus II de kerk om er te bidden bij het graf van Sint-Faustina. Een reliëf bij de ingang van de Faustinakapel herinnert aan dit bezoek
Een tweede reliëf herinnert aan een bezoek van paus Benedictus XVI in mei 2006. Tijdens dit bezoek onthulde paus Benedictus het beeld aan de toren van de basiliek van zijn voorganger.

## Het heiligdom
Het gebouwencomplex van het heiligdom bestaat uit de basiliek, het klooster met de Sint-Jozefkerk, diverse kapellen, een ontmoetingsruimte en een pelgrimshotel. De basiliek biedt plaats aan circa 5.000 gelovigen.
De basiliek heeft een ovale vorm en de altaarruimte wordt met een glazen wand afgesloten. Boven het tabernakel met het schilderij "Jezus ik vertrouw op U" verheft zich een holle, taps toelopende toren waardoor licht binnenvalt en waarvan de vorm doet denken aan de stralenbundel van het Jezusbeeld. Aan de andere kant van de kerk staat de vrijstaande klokkentoren van 77 meter hoog. Aan de toren bevindt zich op een sokkel in de vorm van een scheepsboeg een bronzen beeld van paus Johannes Paulus II die een duif vrijlaat. Onder de basiliek ligt een grote crypte met diverse gebeds- en biechtruimten.